# 大変だァ
『大変だァ』は、1969年に発売された遠藤周作のユーモア小説、およびそれを原作とするテレビドラマである。
小説は、産経新聞に1968年11月から1969年4月に連載された。1969年に新潮社より発売され、1973年には新潮文庫からも発売された。

## あらすじ
亭主関白の塙剛太。妻の静江はおとなしく剛太に従い、娘の巴絵も剛太には理想の子供であった。
しかし、静江は同郷の田辺という男から手紙をもらい心ときめかせ、巴絵は父母に隠れて男子学生たちと不純異性交遊。それを見つけた剛太は男子学生たちの軟弱を鍛えようと闇鍋を開く。ところがその闇鍋に入ってた鶏肉は、放射能研究所から逃げ出してきた実験ニワトリで、原子爆弾や水素爆弾に含まれるプラターズ線（架空の放射線）の影響で性転換したニワトリであった。
この鶏肉を食べた剛太は乳房が膨らみ、家事を手伝いだす。巴絵には髭が生えてきて、暴力的な振る舞いをするようになった。
実験ニワトリの元の持ち主である放射能研究所の向坂部長と泉はどうにか治療法を見つけ、剛太と巴絵も元の性別に戻る。静江に手紙を出していた田辺も詐欺師であり、口車に乗って金を巻き上げられた静江は後悔し、剛太の小言などを含めた日常こそが幸せだったのだと考える。
以前通りの亭主関白に戻った剛太だったが、静江には優しさを見せるようになった。巴絵は知り合いになった泉と付き合うようになった。
なお、男子学生の1人である中村は、女になれば就職の心配はない、兵役もない、レストランや喫茶店でも男に代金を支払ってもらえて、重い荷物は持ってもらえる、都合がいい時は男女同権を主張し、都合わるい時は、か弱い女を訴えれば良いと、治療を拒否していた。

## テレビドラマ
1970年1月12日から同年3月30日までNETテレビ（現・テレビ朝日）の『ポーラ名作劇場』枠で放送。
テレビドラマには、原作者である遠藤自身も性転換した登場人物を診察する医師、作曲家などとして毎週にわたってカメオ出演している。

### スタッフ
- 原作：遠藤周作
- 脚本：矢代静一
- 演出：山内和郎

### キャスト
- 塙剛太：藤田まこと
- 高橋紀子
- 塙静江：南田洋子
- 塙巴絵：宇津宮雅代
- 田辺：池部良
- 仲村紘一
- 横井徹
- 泉誠：杉浦直樹
- 菱見百合子
- たか子：木村俊恵
- 向坂新之助：芥川比呂志
- 池田：田浦正巳
- 団子郎：有島一郎
- 遠藤周作

| NET系列 ポーラ名作劇場                     | NET系列 ポーラ名作劇場                     | NET系列 ポーラ名作劇場                    |
| 前番組                                     | 番組名                                     | 次番組                                    |
| ------------------------------------------ | ------------------------------------------ | ----------------------------------------- |
| 女と女 （1969年11月24日 - 1969年12月29日） | 大変だァ （1970年1月12日 - 1970年3月30日） | 深川の鈴 （1970年4月6日 - 1970年5月25日） |